# Peter Tägtgren
Alf Peter Tägtgren (Ludvika, 1970. június 3. –) svéd zenész és lemezproducer. Alapítója, fő dalszerzője, énekese és gitárosa a Hypocrisy nevű death metal együttesnek, valamint a Pain nevű industrial metal együttesnek, amelynek ő az egyetlen tagja. Emellett a The Abyss lemezstúdió tulajdonosa és a Lindemann társalapítója, amely egy zenei projekt Tägtgren és a Rammstein énekese, Till Lindemann között. Tägtgren 2020-ban kilépett a Lindemannból.

## Karrier

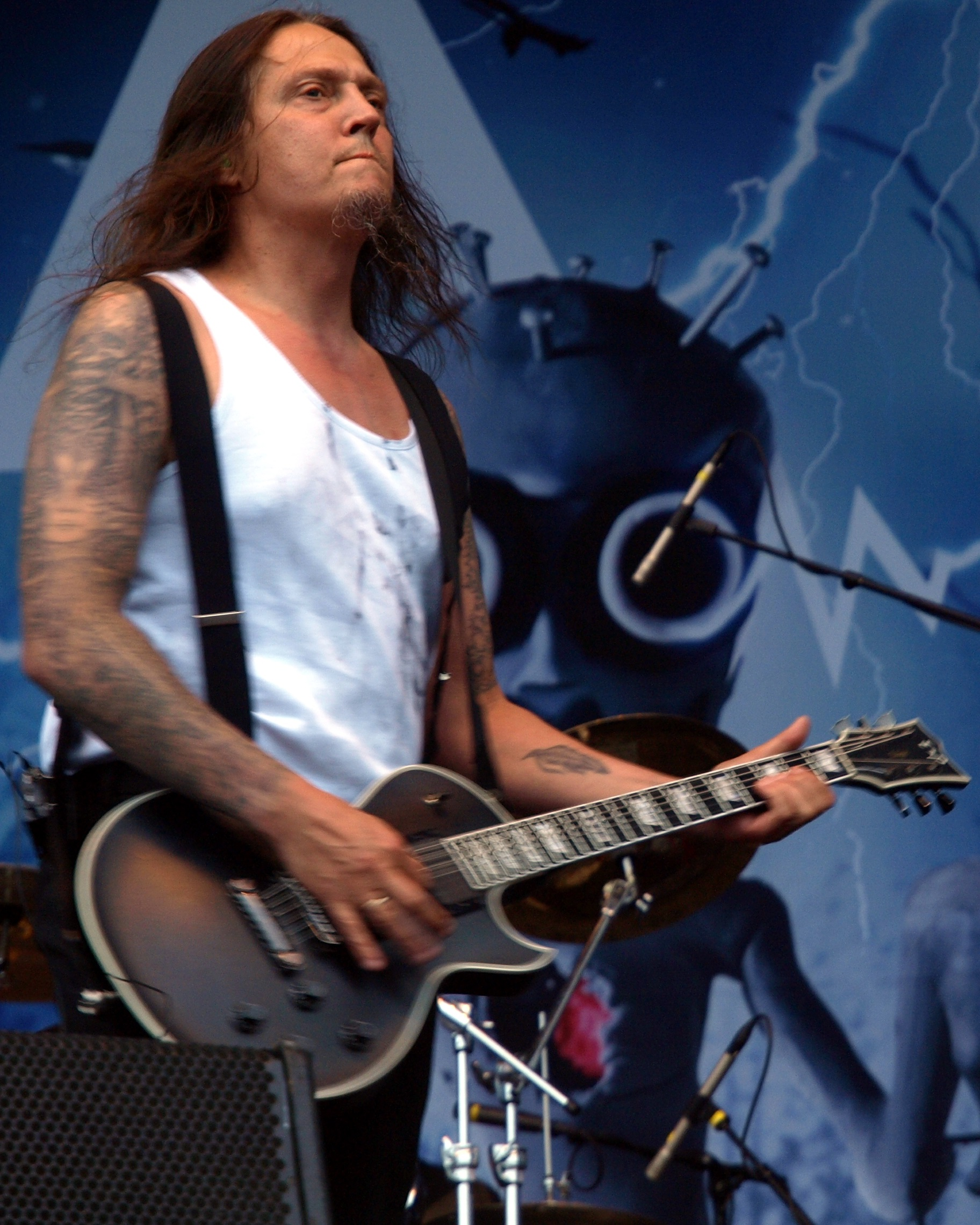
Tägtgren a Pain zenekarral 2011-ben

Tägtgren kilencéves korában kezdett el dobolni, majd később megtanult gitározni, basszusgitározni és billentyűzni.
Miután Tägtgren első zenekara, a Conquest feloszlott, kivándorolt az Egyesült Államokba. Ott a death metal színtér részévé vált, miután részt vett a Malevolent Creation gitárosával, Phil Fascianával közös próbákon.
Tägtgren visszaköltözött Svédországba, és megalakította a Hypocrisy nevű zenekart. Ezután lemezszerződést kötött a Nuclear Blast független lemezkiadóval.
Bár a Hypocrisy a fő profilja, számos más svéd metal projektben is dolgozott. Ezek közé tartozik a Pain (industrial metal), amelynek minden hangszerét ő játszik, és minden dalt ő komponál, a Lock Up (grindcore/death metal), amelyben ő volt az énekes, a The Abyss (black metal), ahol dobolt, basszusgitározott és énekelt, a War (black metal), ahol dobolt. A Marduk és az E-Type zenekarok élő gitárosaként, valamint a Bloodbath Nightmares Made Flesh című albumán vokalistaként is szerepelt.
Tägtgren emellett lemezproducerként is tevékenykedik, a The Abyss stúdiót vezeti, ahol más skandináv zenekarok, többek között a Sabaton, a Dimmu Borgir, az Immortal, az Amon Amarth, a Skyfire, a finn Children of Bodom és Amorphis, valamint a svájci Celtic Frost munkáit keveri és szerkeszti. 2015-ben a Rammstein énekesével, Till Lindemann-nal közösen alapította meg a Lindemann nevű industrial metal zenekart.

A Noizr Zine-nak adott 2017-es interjújában Tägtgren arról számolt be, hogy fiával, Sebastiannal közösen dolgozik új anyagon:
"És most, január óta ülünk a stúdióban, zenét írunk, és van vagy 20 dalunk, vagy valami ilyesmi. Nem tudjuk, hogy mire való. Nem a Hypocrisyhez, nem a Painhez, hanem valami máshoz. Még nem tudjuk, csak írunk, mert nagyon jól érezzük magunkat az írás közben."
2020 novemberében Tägtgren elhagyta a Lindemann zenei projektet.

## Magánélet
Egy évvel a Dancing with the Dead (2005) című albumának felvétele előtt Tägtgren szíve két percre leállt. Ez az esemény inspirálta őt az album megírására.
Tägtgrent "Pärlby polgármestereként" ismerik, mivel az ő tulajdonában van a kis falu, amelyben lakik (kb. 120 lakos). Kétszer volt házas, de egyik házassága sem tartott sokáig. Őt idézve: "És a zene iránti szenvedélyem? Nehéz egyszerre két helyen lenni, és a nők jönnek és mennek. A zene marad."

## Diszkográfia és vendégmegjelenések
- Hypocrisy – minden megjelenés
- Pain – minden megjelenés
- Lindemann – minden megjelenés
- Electric Hellfire Club (együttes) – (vendégénekes a Hypochristian című dalban)
- The Abyss – The Other Side – (ének, dob, basszus) – 1995
- The Abyss – Summon the Beast – (ének, dob, basszus) – 1996
- Algaion – Vox Clamentis – (dob) – 1996
- Edge of Sanity – Infernal – (gitár a "The Bleakness of It All" című dalban) – 1997
- Therion – A'arab Zaraq – Lucid Dreaming – (gitár a "Under Jolly Roger" című dalban) – 1997
- Lock Up – Pleasures Pave Sewers – (ének) – 1999
- Bloodbath – Nightmares Made Flesh – (ének) – 2004
- Kataklysm – Serenity in Fire – (vendégénekes a  "For All Our Sins" című dalban) – 2004
- Destruction – Inventor of Evil – (vendégénekes a  "The Alliance of Hellhoundz" című dalban) – 2005
- Nuclear Blast All-Stars – Out of the Dark – (vendégénekes a  "Schizo" című dalban) – 2007
- Sonic Syndicate – We Rule the Night – (szövegírás Jonas Kjellgrennel a "Leave Me Alone" című dalhoz) – 2010
- Exodus – Exhibit B: The Human Condition – (háttérénekes a  "The Sun Is My Destroyer" című dalban) – 2010
- The Unguided – Nightmareland EP – (vendégénekes a  "Pathfinder" című dalban) – 2011
- Turmion Kätilöt – Perstechnique – (vendégénekes a "Grand Ball" című dalban) – 2011
- Sabaton – Carolus Rex – (vendégénekes a "Gott mit Uns" és a  "Twilight of the Thunder God" című dalokban, gitár solo a "Twilight of the Thunder God" című dalokban) – 2012
- Sabaton – The Last Stand – 2016
- Immortal – Northern Chaos Gods – (basszus) – 2018

### Hozzájárulások
- Hypocrisy – The Fourth Dimension (1994)
- Amon Amarth – Sorrow Throughout the Nine Worlds (1995)
- The Abyss – The Other Side (1995)
- Naglfar – Vittra (1995)
- Death Organ – 9 to 5 (1995)
- Dark Funeral – The Secrets of the Black Arts (1996)
- Fleshcrawl – Bloodsoul (1996)
- Hypocrisy – Abducted (1996)
- The Abyss – Summon the Beast (1996)
- Setherial – Nord (1996)
- Marduk – Heaven Shall Burn... When We Are Gathered (1996)
- Marduk – Glorification (1996)
- Pain – Pain (1997)
- Dimmu Borgir – Enthrone Darkness Triumphant (1997)
- Marduk – Live in Germania (1997)
- Fleshcrawl – Bloodred Massacre (1997)
- Hypocrisy – The Final Chapter (1997)
- Abruptum – Vi Sonus Veris Nigrae Malitiaes (1997)
- Therion – A'arab Zaraq – Lucid Dreaming (1997)
- Dark Funeral – Vobiscum Satanas (1998)
- Amon Amarth – Once Sent from the Golden Hall (1998)
- Dimmu Borgir – Godless Savage Garden (1998)
- Marduk – Nightwing (1998)
- Dispatched – Promised Land (1998)
- Love Like Blood – Snakekiller (1998)
- Love Like Blood – The Love Like Blood E.P. (1998)
- Enslaved – Blodhemn (1998)
- Raise Hell – Holy Target (1998)
- Thyrfing – Valdr Galga (1999)
- Hypocrisy – Hypocrisy (1999)
- Immortal – At the Heart of Winter (1999)
- Dimmu Borgir – Spiritual Black Dimensions (1999)
- Marduk – Panzer Division Marduk (1999)
- PAIN – Rebirth (1999)
- Amon Amarth – The Avenger (1999)
- Borknagar – Quintessence (2000)
- Children of Bodom – Follow the Reaper (2000)
- Dark Funeral – Teach Children to Worship Satan (2000)
- Destruction – All Hell Breaks Loose (2000)
- Dispatched – Motherwar (2000)
- Dark Funeral – In the Sign... (2000)
- Old Man's Child – Revelation 666 - The Curse of Damnation (2000)
- Hypocrisy – Into the Abyss (2000)
- Immortal – Damned in Black (2000)
- Rotting Christ – Khronos (2000)
- Neglected Fields – Mephisto Lettonica (2000)
- Enslaved – Mardraum – Beyond the Within (2000)
- Gardenian – Sindustries (2000)
- Susperia – Predominance (2001)
- Marduk – La Grande Danse Macabre (2001)
- Amon Amarth – The Crusher (2001)
- Destruction – The Antichrist (2001)
- Dark Funeral – Diabolis Interium (2001)
- Immortal – Sons of Northern Darkness (2002)
- Hypocrisy – Catch 22 (2002)
- Susperia – Vindication (2002)
- PAIN – Nothing Remains the Same (2002)
- Shining – Angst, självdestruktivitetens emissarie (2002)
- Marduk – World Funeral (2003)
- Grimfist – Ghouls of Grandeur (2003)
- Forgotten Tomb – Springtime Depression (2003)
- Hypocrisy – The Arrival (2004)
- Maryslim – Split Vision (2004)
- Grave – Fiendish Regression (2004)
- PAIN – Dancing with the Dead (2005)
- Destruction – Inventor of Evil (2005)
- Hypocrisy – Virus (2005)
- Dimmu Borgir – Stormblåst MMV (2005)
- Celtic Frost – Monotheist (2006)
- Grave – As Rapture Comes (2006)
- Noctiferia – Slovenska Morbida (2006)
- PAIN – Psalms of Extinction (2007)
- Maryslim – A Perfect Mess (2007)
- Children of Bodom – Blooddrunk (2008)
- Hypocrisy – Catch 22 V2.0.08 (2008)
- PAIN – Cynic Paradise (2008)
- Sanctification – Black Reign (2008)
- Sabaton – The Art of War (2008)
- Tarja – The Seer (EP) (2008)
- Immortal – All Shall Fall (2009)
- Hypocrisy – A Taste of Extreme Divinity (2009)
- Dark Funeral – Angelus Exuro pro Eternus (2009)
- Sabaton – Coat of Arms (2010)
- Overkill – Ironbound (2010)
- Noctiferia – Death Culture (2010)
- Immortal – The Seventh Date of Blashyrkh (2010)
- Abigail Williams – In the Absence of Light (2011)
- Belphegor – Blood Magick Necromance (2011)
- Legion of the Damned – Descent into Chaos (2011)
- Kampfar – Mare (2011)
- The Unguided – Nightmareland (EP) (2011)
- Loudblast – Frozen Moments Between Life And Death (2011)
- Septicflesh – The Great Mass (2011)
- PAIN – You Only Live Twice (2011)
- Heidevolk – Batavi (2012)
- Carnalation – Deathmask (2012)
- Essence – Last Night Of Solace (2012)
- Sabaton – Carolus Rex (2012)
- Amorphis – Circle (2013)
- Children Of Bodom – Halo of Blood (2013)
- Hypocrisy – End of Disclosure (2013)
- Sabaton – Heroes (2014)
- Carach Angren – This Is No Fairytale (2015)
- Lindemann – Skills in Pills (2015)
- Discharge - End Of Days (2016)
- Sabaton – The Last Stand (2016)
- PAIN – Coming Home (2016)
- Carach Angren – Dance and Laugh Amongst the Rotten (2017)
- Immortal – Northern Chaos Gods (2018)
- Lindemann - F&M (2019)
- Hypocrisy – Worship (2021)

## Fordítás
Ez a szócikk részben vagy egészben  a   Peter Tägtgren című angol Wikipédia-szócikk ezen változatának fordításán alapul.  Az eredeti cikk szerkesztőit annak laptörténete sorolja fel. Ez a jelzés csupán a megfogalmazás eredetét és a szerzői jogokat jelzi, nem szolgál a cikkben szereplő információk forrásmegjelöléseként.